# Kleinbrüchter

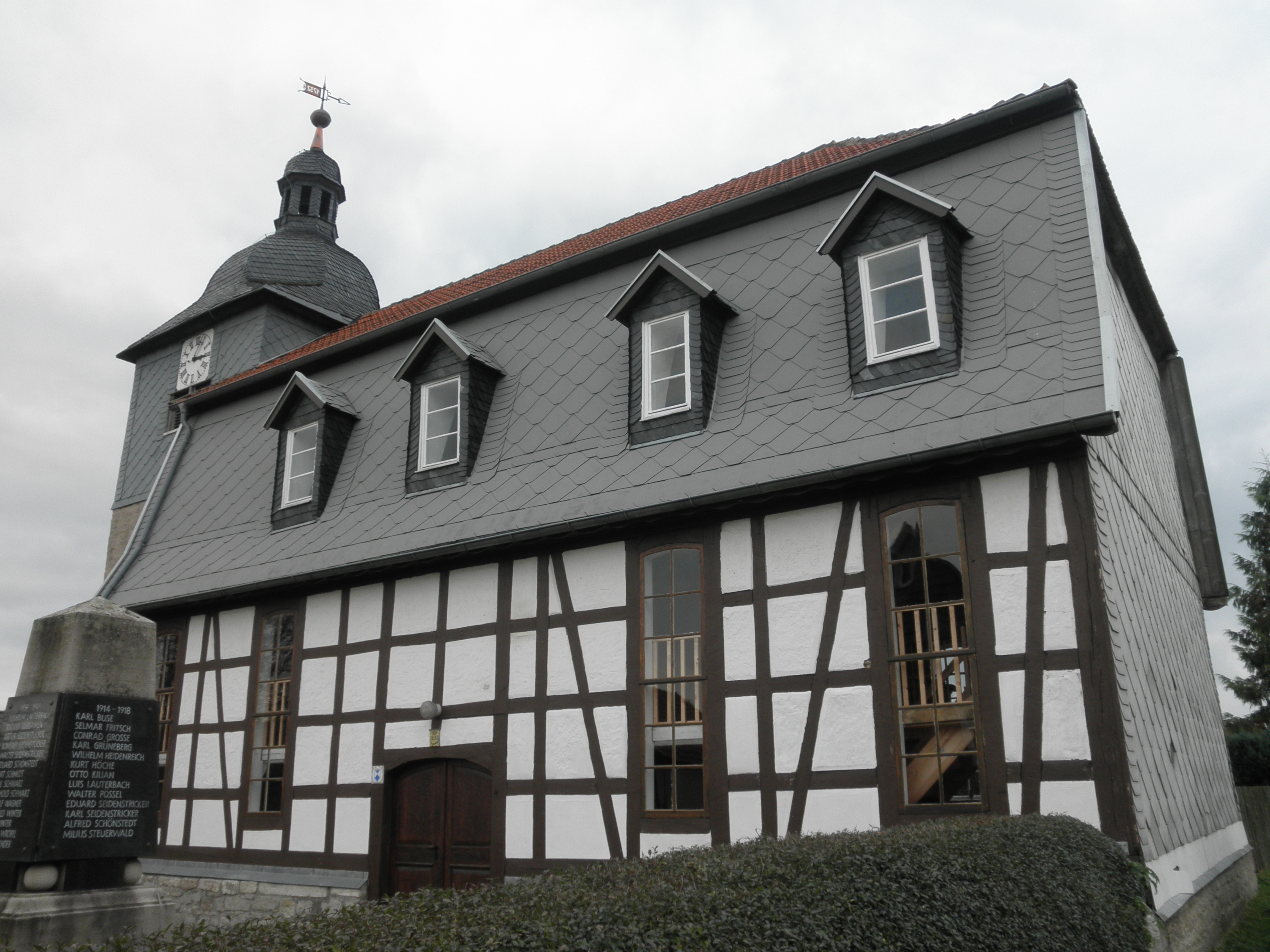
Kirche in Kleinbrüchter

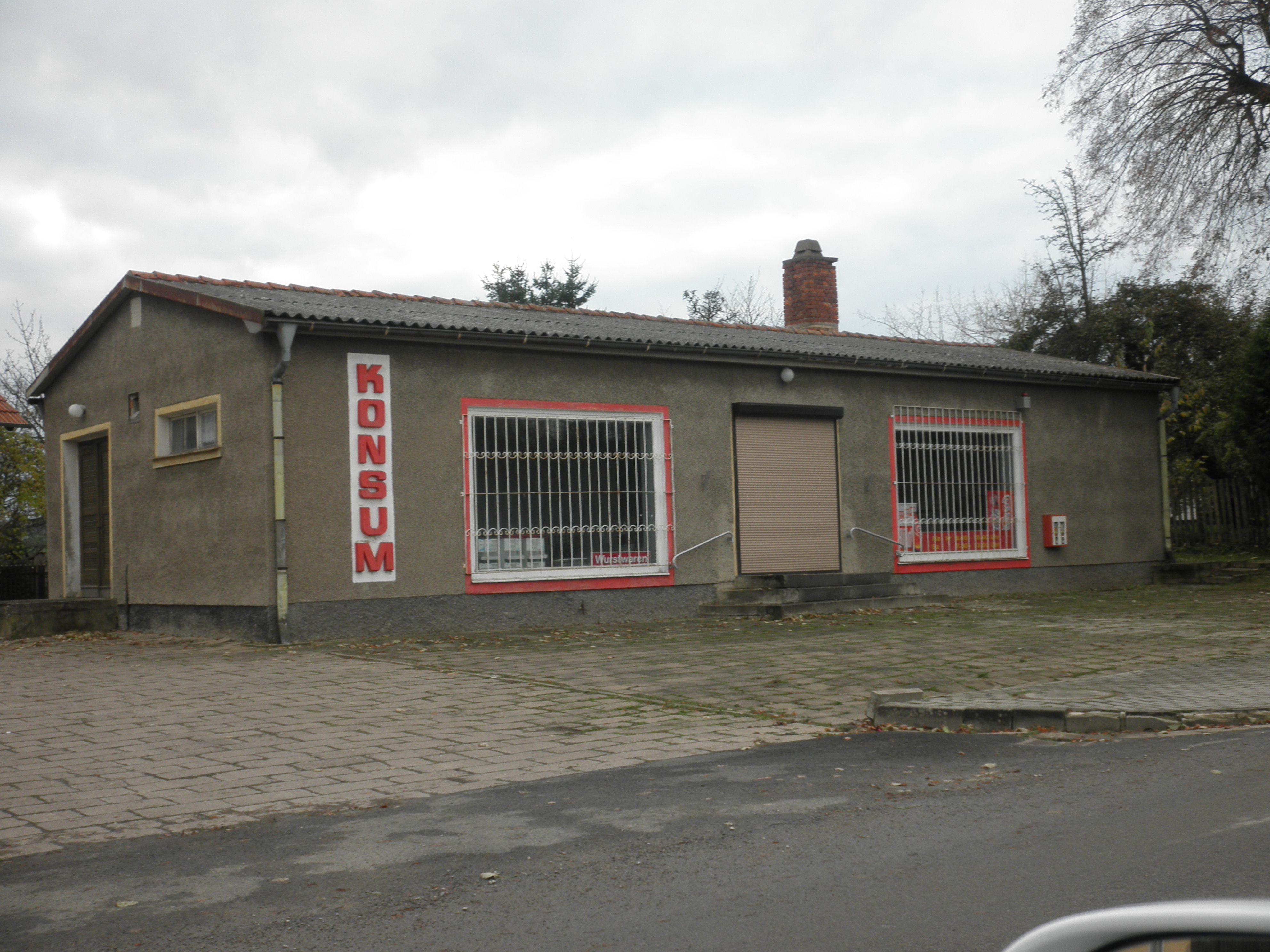
Konsum in Kleinbrüchter (2012)

Kleinbrüchter ist ein Ortsteil der Gemeinde Helbedündorf im Kyffhäuserkreis in Thüringen.

## Geografie
Das Angerdorf Kleinbrüchter liegt etwas abseits südwestlich von Großbrüchter und ist über die Kreisstraße 4 verkehrsmäßig erschlossen. Weiter südlich befindet sich noch die Siedlung Peukendorf, auch in ländlich kupierter Umgegend. Dort verläuft die Landesstraße 2097.

## Geschichte
Der Ort wurde am 30. März 1302 erstmals urkundlich erwähnt. Das Dorf führte auch mehrere Namen, bevor dieser feststand. Von jeher ist und war das Dorf landwirtschaftlich geprägt. 1845–1855 waren Missernten und folgende Armut für das Abwandern von Bürgern nach Amerika verantwortlich. Die Personenzahl nahm jedoch nicht ab, weil aus anderen ärmeren Gegenden Leute nachrückten.
Die Bauern des Dorfes, das in der SBZ und dann DDR lag, mussten auch die Kollektivierung der Landwirtschaft mitvollziehen. Nach der politischen Wende fanden sie dann neue Eigentumsformen, was sich in Keula zeigt.
Die Gründung der Gemeinde Helbedündorf erfolgte am 25. November 1993 durch den Zusammenschluss der Dörfer Keula, Friedrichsrode, Holzthaleben und Großbrüchter und der noch folgenden Gemeinden Toba und Kleinbrüchter mit Peukendorf im Jahr 1995.
Im Jahr 1991 wurden bei Bauarbeiten 21 Gräber aus dem 10./11. Jahrhundert gefunden. Beigaben waren Glasperlen, Bernstein, Schläfenringe und Sporen sehr seltener Art. Die Funde sind wohl slawischen Ursprungs, im germanisch besiedelten Raum.
Das Amt Keula vom Fürstentum Schwarzburg-Rudolstadt war lange Zeit verantwortlich für die Verwaltung der Orte.

## Verkehr
Der Bahnhof Kleinbrüchter lag an der Bahnstrecke Greußen–Keula, die inzwischen stillgelegt ist.

## Söhne und Töchter des Ortes
- Friedrich Heise (1819–1877), deutscher Rittergutsbesitzer und Politiker
- Louis Breitenstein (1837–1901), deutscher Landwirt und Politiker